# 修枝荚蒾
修枝荚蒾（学名：Viburnum burejaeticum）是五福花科荚蒾属的植物。分布于俄罗斯远东地区、朝鲜以及中国大陆的吉林、黑龙江、辽宁等地，生长于海拔600米至1,350米的地区，多生在针阔叶混交林中，目前尚未由人工引种栽培。

## 别名
河朔绣球花（中国树木分类学） 暖木条荚蒾（东北木本植物图志） 暖木条子（东北）